# Cirrochroa imperatrix
Cirrochroa imperatrix is een vlinder uit de familie van de Nymphalidae. De wetenschappelijke naam van de soort is voor het eerst geldig gepubliceerd in 1894 door Smith.